# Chamaetylas
Chamaetylas là một chi chim trong họ Muscicapidae.

## Các loài
- Chamaetylas choloensis
- Chamaetylas fuelleborni
- Chamaetylas poliocephala
- Chamaetylas poliophrys